# هامبارتسوم سایادیان

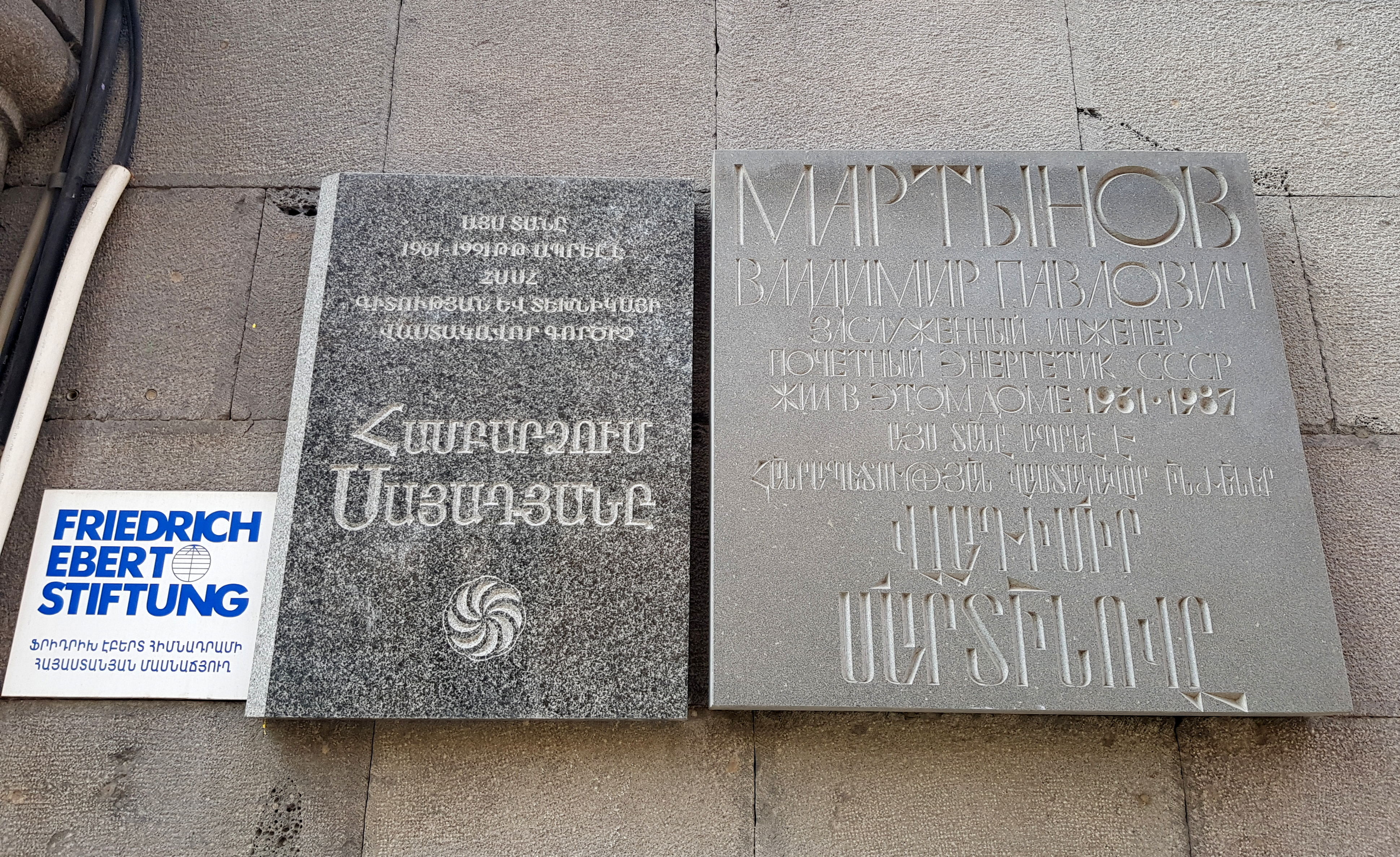

هامبارتسوم گراسیمی سایادیان (ارمنی: Համբարձում Գերասիմի Սայադյան؛  زادهٔ ۲۳ ژوئیهٔ ۱۹۰۹ - درگذشته ۸ فوریهٔ ۱۹۹۱) یک مهندس و شیمی‌دان اهل ارمنستان بود.

## زندگی‌نامه
در ۲۳ ژوئیهٔ ۱۹۰۹ در شهر نخجوان به دنیا آمد و از دانشگاه دولتی ایروان (۱۹۳۶) فارغ‌التحصیل شد. وی در نایریت و دانشگاه ملی پلی‌تکنیک ارمنستان فعالیت می‌کرد. وی همچنین برنده دانشمندان شایسته ارمنستان شوروی (۱۹۷۰)  شده است. وی در ۸ فوریهٔ ۱۹۹۱ در سن ۸۱ سالگی درگذشت.

## یادداشت
1. ↑  քիմիական գիտությունների թեկնածու